# سلسلة ماكفرسون
سلسلة جبال ماكفرسون هي سلسلة جبلية واسعة النطاق، وهي إحدى نتوء سلسلة جبال غريت ديفايدينغ، وتتجه في اتجاه شرقي من بالقرب من والانغارا إلى ساحل المحيط الهادئ. وهي تشكل جزءًا من المناظر الطبيعية الخلابة على الحدود بين ولايتي نيو ساوث ويلز وكوينزلاند. إلى الغرب من سلسلة جبال ماكفرسون يوجد منتزه ماين رانغ الوطني. باتجاه الساحل، تستمر السلسلة في منتزه بوردر رينغس الوطني والتضاريس الجبلية الأخرى التي شكلها بركان تويد.
سُمي القسم الانتخابي الأسترالي في ماكفرسون على اسم السلسلة الجبلية.